# Ra Gusela
Die Ra Gusela, auch Monte Gusela, La Gusela oder Nuvolau Süd ist ein 2595 m s.l.m. hoher Berg in den Dolomiten in der Region Venetien.

## Geographie
Die Ra Gusela liegt südwestlich von Cortina d’Ampezzo in den Ampezzaner Dolomiten nördlich des Passo di Giau. Er ist die südlichste und zugleich östlichste Erhebung des Nuvolaukammes in der Nuvolaugruppe. Nordwestlich liegt der benachbarte Monte Nuvolau (2574 m) mit dem Rifugio Nuvolau. 
Der Monte Gusela besteht aus Cassianer Dolomit aus dem Mittel-/Obertrias. Während die markante Süd- und Ostseite einige hundert Meter senkrecht in Richtung Passo di Giau abfallen, senkt sich die Nordseite seichter in Richtung Cinque Torri ab. Der Westgrat als Teil des Nuvolaukammes verbindet die La Gusela mit dem Monte Nuvolau. An der Südwestseite befinden sich die Reste eines Blockgletschers, der zum Habitat einiger Pflanzen wie dem Gelbe Frauenschuh, dem Südlichen Tragant und dem Alpen-Mauerpfeffer ist.

## Alpinismus
Wann der Berg zum ersten Mal bestiegen wurde, ist nicht bekannt. Vermutlich nach dem Bau der Sachsendank-Hütte durch die Sektion Ampezzo des DuOeAV 1883 über den relativ einfachen Westgrat. Die Südwand wurde erstmals 1899 durch die beiden Ampezzaner Führer Angelo Maioni, Angelo Gaspari und die Geschwister Schmitt durchstiegen.

## Aufstieg

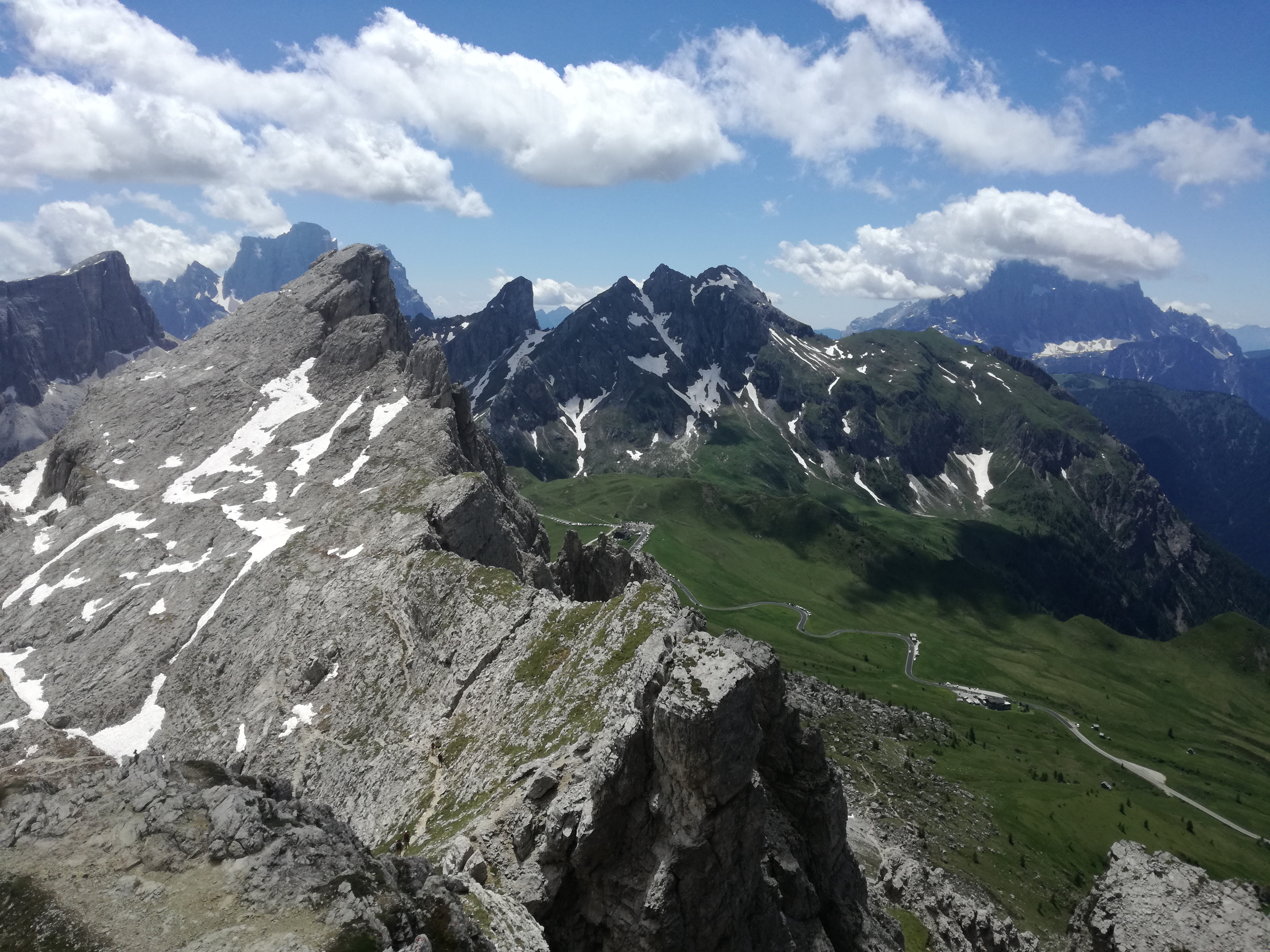
Nuvolaukamm mit der Nordflanke der Gusela, rechts der Passo di Giau. Im Hintergrund von links nach rechts: Monte Formin (2657 m), Monte Pelmo (3168 m), Monte Cernera (2664 m) und der in Wolken gehüllte Monte Civetta (3220 m).

Der Monte Gusela ist auch für den geübten Bergwanderer über die  Ferrata Ra Gusela erschlossen. Zugleich bieten die etwa 200 m hohe Süd- und Ostwand zahlreiche Kletterrouten unterschiedlicher Schwierigkeitsgrade. Die einfachste Aufstiegsvariante besteht über den westlich angrenzenden Monte Nuvolau in etwa 30 Gehminuten. Von der Nuvolau-Hütte führt die Ferrata Ra Gusela stellenweise über Leitern und mit Seilen gesichert zum Teil entlang und zum Teil unterhalb des Nuvolaukammes zur Ra Gusela. Unterhalb des Gipfels zweigen vom Klettersteig mehrere Wege zum Gipfel der Gusela ab.

### Karten
- APAT – Agenzia per la protezione dell’ambiente e per i servizi technici: Carta Geologica d’Italia. Foglio 29 Cortina d’Ampezzo. Digitalisat